# Akihiro Hino
Akihiro Hino (日野 晃博, Hino Akihiro), né le 20 juillet 1968 à Ōmuta au Japon, est le fondateur et PDG du studio japonais de développement de jeux-vidéo Level-5.

## Biographie
Avant de fonder en octobre 1998 le studio Level-5 , Hino commença sa carrière dans le défunt studio de développement Riverhillsoft en particulier pour la série de jeux OverBlood sur PlayStation. Hino travaillait à l'époque en tant que programmeur principal puis il fut promu et devint concepteur et réalisateur pour la suite OverBlood 2.
Depuis la création du studio Level-5, Hino a conçu, planifié et réalisé plusieurs jeux, sur PlayStation 2: Dark Cloud, Dark Chronicle et Rogue Galaxy, Jeanne d'Arc sur PlayStation Portable et Professeur Layton et l'Étrange Village sur Nintendo DS. Il a également participé au développement de Dragon Quest : L'Odyssée du roi maudit sur PS2.
Récemment, Hino a une nouvelle fois participé à la conception et la production de certaines fonctions pour quelques jeux Level-5, tels que White Knight Chronicles sur PlayStation 3, Professeur Layton et la Boîte de Pandore et Professeur Layton et le Destin Perdu sortis sur Nintendo DS, sur la même console Inazuma Eleven ainsi que Dragon Quest IX : Les Sentinelles du firmament qui est la deuxième collaboration de son studio avec le géant du jeu de rôle Square Enix.

## Travaux

### PlayStation
- OverBlood (1996) - Programmeur
- OverBlood 2 (1998) - Designer, Scénariste, directeur

### PlayStation 2
- Dark Cloud (2000) - Designer, Scénariste, Producteur
- Dark Chronicle (2002) - Designer, Scénario, Producteur
- Dragon Quest : L'Odyssée du roi maudit (2004) - Directeur
- Rogue Galaxy (2005) - Designer, Scénariste, Producteur, Réalisateur
- Rogue Galaxy: director's cut(2007) - Designer, Scénariste, Producteur, Réalisateur

### PlayStation Portable
- Jeanne d'Arc (2006) - Designer, Scénariste, Producteur
- Mobile Suit Gundam AGE (2012) - Designer, Scénariste, Producteur

### Nintendo DS
- Professeur Layton et l'Etrange Village (2007) -  Designer, Scénariste, Producteur
- Professeur Layton et la Boîte de Pandore (2007) -  Designer, Scénariste, Producteur
- Inazuma Eleven (2011) - Designer, Scénario, Producteur
- Professeur Layton et le Destin Perdu (2008) - Designer, Scénariste, Producteur
- Dragon Quest IX : Les Sentinelles du Firmament (2009) - Producteur
- Professeur Layton et l'Appel du Spectre (2009) - Designer, Scénariste, Producteur

### Nintendo 3DS
- Professeur Layton et le Masque des miracles (2011) -  Designer, Scénariste, Producteur
- Professeur Layton et l'Héritage des Aslantes (2013) -  Producteur

### PlayStation 3
- White Knight Chronicles (2008) -  Designer, Scénariste, Producteur, Réalisateur
- Ni no Kuni : La Vengeance de la sorcière céleste (2013) - scénariste

### Playstation 4
- Ni no Kuni : Revenant Kingdom (2017) - Réalisateur, Scénariste